# Vũ Thị Đức
Vũ Thị Đức (? - 1789), là một nữ tướng của nhà Tây Sơn trong lịch sử Việt Nam.

## Tiểu sử
Vũ (hay Võ) Thị Đức là người ở Phù Ly, phủ Quy Nhơn (nay thuộc huyện Phù Mỹ, thành phố Quy Nhơn, tỉnh Bình Định). Bà là con gái thứ hai của Đô đốc Vũ Đình Huấn, tước Ân Quang hầu.
Bà gia nhập quân Tây Sơn lúc nào không rõ, chỉ biết trong chiến dịch giải phóng Thăng Long vào mùa xuân năm Kỷ Dậu (1789), bà cùng cha chỉ huy quân diệt đồn tiền tiêu của quân Thanh (Trung Quốc) ở Gián Khẩu (Ninh Bình).
Sau đó, trong khi cưỡi voi thúc quân truy kích quân xâm lược, con voi của bà bị sa xuống bãi lầy ở thôn Thượng Hòa (thuộc xã Gia Thanh, huyện Hoa Lư) không lên được, và bà đã tử trận cùng con voi.
Cảm phục và thương tiếc, dân địa phương lập đền thờ nữ tướng Vũ Thị Đức gần nơi bà hy sinh. Hiện nay, đền thờ ấy đã hư hỏng, chỉ còn một miếu nhỏ.